# Obras de Miguel de Cervantes Saavedra
Obras de Miguel de Cervantes Saavedra es el primero de los setenta y un volúmenes que integran la colección literaria Biblioteca de Autores Españoles desde la formación del lenguaje hasta nuestros días, editada por Manuel Rivadeneyra y su hijo Adolfo en el siglo XIX. La primera edición de este tomo, que corrió a cargo de Buenaventura Carlos Aribau, se publicó en Madrid en 1846.

## Descripción
El volumen, que salió en 1846 de la imprenta, librería, fundición y estereotipia de M. Rivadeneyra y compañía, inaugura la serie Biblioteca de Autores Españoles desde la formación del lenguaje hasta nuestros días, concebida por Manuel Rivadeneyra. Incluye, a modo de prólogo, una reseña biográfica de Miguel de Cervantes escrita por Buenaventura Carlos Aribau, encargado del conjunto de la edición. Sobre la motivación de dedicarle este primer volumen a Cervantes, dice Aribau lo siguiente en las primeras páginas:

«Los soberanos han honrado á porfía su memoria, los magantes amantes y protectores de las letras le han levantado monumentos, los sabios le han colmado de elogios, el pueblo venera su nombre con una especie de culto, las naciones estrañas nos le envidian, las artes todas han reproducido su efigie y las creaciones de su fantasía bajo mil formas : la imprenta multiplica sus escritos todos los años, y los difunde por todo el ámbito del mundo : nosotros no podemos prestarle otro homenaje que el de haber relatado sencillamente sus hechos, y darle este preferente lugar en la Biblioteca de Autores Españoles»
Aribau, en el prólogo, titulado «Vida de Cervantes»

Siguen a estas palabras reproducciones de La Galatea, Novelas ejemplares, Don Quijote de la Mancha, Persiles y Sigismunda, Viaje del Parnaso y «Poesías sueltas», para un total de más de trescientas páginas. Cuervo Urisarri, que consideraba que muchos de los volúmenes que integran la biblioteca no eran más que «trabajos de cargazón hechos, al parecer, sin otro esfuerzo que el de adquirir un ejemplar vulgar y darlo a la imprenta, sin recelar que pueda ser defectuoso y sin quebrarse los ojos para corregir los errores», apuntó a varias erratas en este primer volumen, entre las que se cuentan un «abrió» donde debería decir el texto «abrevió» y un «propuesto» en vez de «prosupuesto». «El tomo de Cervantes es vergonzoso», sentenció.